# Commission scolaire de Charlevoix
 (septembre 2020).
Pour les raisons suivantes :
- Les commissions scolaires québécoises étaient une forme de gouvernement local composé de commissaires élus et disposant de pouvoirs de taxation. Leur admissibilité dans Wikipédia est bien établie.
- Par contre, les centres de service scolaires sont plutôt des centres administratifs relevant du ministère de l'Éducation. Leur mode de gestion et leurs pouvoirs sont différents de ceux des commissions scolaires. Leur admissibilité selon les critères de Wikipédia n'a pas encore été démontrée.
- Vu leur nature différente, les éventuels articles sur les centres de services scolaires devraient être distincts de ceux des commissions scolaires, et non des renommages de ceux-ci.
- Les contributeurs sont invités à discuter de ce sujet sur Discussion Projet:Québec.

La Commission scolaire de Charlevoix est une ancienne commission scolaire. Elle est abolie le 15 juin 2020, et remplacée par un Centre de services scolaire francophone qui dessert les territoires des Municipalités régionales de comté (MRC) de Charlevoix et Charlevoix-Est dans la région de la Capitale-Nationale. 
Il offre des services de formation générale au secteur des jeunes, des services d’éducation aux adultes et plusieurs programmes de formation professionnelle. 
Il existe depuis le 1er juillet 1998, lors de la fusion des Commissions scolaires Laure-Conan et Du Gouffre.
Il gère 14 écoles primaires, deux écoles secondaires et deux centres de formation des adultes et de formation professionnelle. Les écoles primaires sont regroupées pour des fins administratives en quatre institutions. La commission scolaire contient 9 circonscriptions électorales scolaires. 
Son siège social est situé à La Malbaie et un second centre administratif est situé à Baie-Saint-Paul.

## Établissements

### Écoles primaires
La Commission scolaire de Charlevoix compte quatorze écoles primaires regroupées sous quatre actes d’établissement. La plupart de celles-ci offrent les services d’enseignement préscolaire et primaire. Par ailleurs, certaines écoles disposent d’un service de garde. Outre la qualité des services offerts, il demeure important de souligner la contribution des conseils d’établissement tout comme les organismes de participation des parents qui, dans les deux cas, permettent aux élèves de vivre des activités leur permettant de s’ouvrir sur le monde tout en contribuant à leur développement personnel.
- École Saint-François (Petite-Rivière-Saint-François)
- École Sir Rodolphe-Forget (Baie-Saint-Paul)
- École Saint-Pierre (L'Isle-aux-Coudres)
- École Dominique-Savio (Saint-Urbain)
- École de la Rose-des-Vents (Saint-Hilarion)
- École Léonce-Boivin (Les Éboulements)
- École Notre-Dame-de-Lorette (Saint-Irénée)
- École Beau-Soleil (Saint-Aimé-des-Lacs)
- École Fernand-Saindon (Notre-Dame-des-Monts)
- École Laure-Gaudreault (Clermont)
- École Félix-Antoine-Savard (La Malbaie)
- École Marguerite-d'Youville (La Malbaie)
- École Notre-Dame-du Bon-Conseil (La Malbaie)
- École Marie-Victorin (Saint-Siméon)

### Écoles secondaires
La Commission scolaire de Charlevoix offre des services d’enseignement dans trois écoles secondaires. Deux de celles-ci sont des centres éducatifs (polyvalentes) situés dans l’est (École secondaire du Plateau, La Malbaie) et dans l’ouest (Centre éducatif Saint-Aubin, Baie-Saint-Paul). L’école Saint-Pierre de L’Isle-aux-Coudres, quant à elle, regroupe une clientèle d’environ 65 élèves pour l’ensemble des niveaux secondaires. Un service de cafétéria est disponible dans chacune de ces écoles tout comme plusieurs options correspondant aux intérêts des élèves (football, théâtre, harmonie, etc.).
- Centre éducatif Saint-Aubin (Baie-Saint-Paul)
- École secondaire du Plateau (La Malbaie)
- École Saint-Pierre (L'Isle-aux-Coudres)

### Centre de formation des adultes
- Centre d’éducation des adultes et de formation professionnelle (CÉAFP) (Baie-Saint-Paul / La Malbaie)

### Services spécialisés
- Réseau pour le développement des compétences des élèves par l'intégration des technologies (RÉCIT)